# Бэмбрик, Джо
Джо́зеф Га́рдинер Эбсолом Бэ́мбрик (англ. Joseph Gardiner Absolom Bambrick; 3 ноября 1905, Белфаст — 13 октября 1983, Белфаст) — североирландский футболист, играл на позиции нападающего. Один из лучших бомбардиров в истории британского и мирового футбола — всего за время игровой карьеры забил 629 голов.

## Биография

### Клубная карьера
Бэмбрик родился в Белфасте и начал карьеру в клубе «Гленторан», в котором отыграл один сезон и в сезоне 1926/1927 сыграл в чемпионате 22 матча и забил 28 голов. В 1927 году он стал игроком клуба «Линфилд», в котором он отыграл восемь сезонов, показывая высокие бомбардирские навыки. По итогам сезона 1927/28 Бэмбрик забил в чемпионате Северной Ирландии 36 голов, а во всех турнирах количество забитых им голов достигло 81 мяча.
Самым результативным для Бэмбрика по количеству голов стал сезон 1929/30, когда он во всех турнирах забил 96 голов. За всё время игровой карьеры в «Линфилде» он 4 раза стал лучшим бомбардиром чемпионата, а всего во всех турнирах забил за эту команду 509 голов.
24 декабря 1935 года перешёл в «Челси»; сумма трансфера составила высокую по тем временам сумму — 2500 фунтов стерлингов. Самым выдающимся в его карьере за «аристократов» стал матч в январе 1936 года, когда в матче с «Лидс Юнайтед» он забил 4 гола за игру и помог «Челси» выиграть со счётом 7:1. Всего в составе «аристократов» он отыграл три сезона, продолжая показывать свою высокую результативность и во всех турнирах он забил 43 гола.
В июле 1938 года перешёл в «Уолсолл», в котором отыграл один сезон. Последующая его карьера была прервана из-за начавшейся 1 сентября 1939 года Второй мировой войны и в качестве тренера он вернулся в «Линфилд», но смог сыграть за него только две игры в 1943 году.

### Карьера в сборной
1 февраля 1930 года в матче сборной Ирландии и сборной Уэльса Бэмбрик забил 6 голов и принёс победу сборной Ирландии со счётом 7:0. Он установил рекорд по количеству забитых голов в международных матчах среди британских футболистов. Всего за сборную Ирландии сыграл 11 матчей, в которых забил 12 мячей.

### Смерть
Скончался 13 октября 1983 года в Белфасте в возрасте 77 лет.

## Достижения
«Линфилд»
- Чемпион Северной Ирландии (4) : 1929/30, 1931/32, 1933/34, 1934/35
- Обладатель Кубка Северной Ирландии (3) : 1929/30, 1930/31, 1933/34